# Interlands San Marinees voetbalelftal 1986-1989
Deze pagina toont een chronologisch en gedetailleerd overzicht van de interlands die het San Marinees voetbalelftal heeft gespeeld in de periode 1986 – 1989.

## Interlands

### 1986
|                                                   |            |              |        |                                                                  |
| 28 maart Vriendschappelijk № 1 «onderlinge duels» | San Marino | 0 – 1        | Canada | Stadio Olimpico, Serravalle Scheidsrechter: Alberto Boschi (ITA) |
| 28 maart Vriendschappelijk № 1 «onderlinge duels» |            | James Grimes |        | Stadio Olimpico, Serravalle Scheidsrechter: Alberto Boschi (ITA) |

### 1987
| Middellandse Zeespelen |
| ---------------------- |

|                                                                    |         |       |            |                                                                        |
| 16 september Middellandse Zeespelen Groep B № 2 «onderlinge duels» | Libanon | 0 – 0 | San Marino | Al-Hamadaniahstadion, Aleppo Scheidsrechter: Christos Kolokythas (GRE) |
| 16 september Middellandse Zeespelen Groep B № 2 «onderlinge duels» |         |       |            | Al-Hamadaniahstadion, Aleppo Scheidsrechter: Christos Kolokythas (GRE) |

|                                                                    |                    |       |            |                                                                 |
| 18 september Middellandse Zeespelen Groep B № 3 «onderlinge duels» | Syrië              | 3 – 0 | San Marino | Al-Hamadaniahstadion, Aleppo Scheidsrechter: Amar Gothari (ALG) |
| 18 september Middellandse Zeespelen Groep B № 3 «onderlinge duels» | Goal · Goal · Goal |       |            | Al-Hamadaniahstadion, Aleppo Scheidsrechter: Amar Gothari (ALG) |

|                                                                    |            |                           |         |                                                                 |
| 20 september Middellandse Zeespelen Groep B № 4 «onderlinge duels» | San Marino | 0 – 4                     | Turkije | Al-Hamadaniahstadion, Aleppo Scheidsrechter: Amar Gothari (ALG) |
| 20 september Middellandse Zeespelen Groep B № 4 «onderlinge duels» |            | Goal · Goal · Goal · Goal |         | Al-Hamadaniahstadion, Aleppo Scheidsrechter: Amar Gothari (ALG) |

|  |  |  |  |  |  |  |  |  |

### 1988
Geen interlands gespeeld.

### 1989
Geen interlands gespeeld.
CONMEBOL: Bolivia · Chili  · Colombia · Ecuador · Uruguay

UEFA: Albanië · België · Bulgarije · Cyprus · Denemarken · West-Duitsland · Duitse Democratische Republiek · Engeland · Faeröer · Finland · Frankrijk · Griekenland · Hongarije · IJsland · Ierland · Israël · Italië · Joegoslavië ·  Liechtenstein · Luxemburg · Malta · Nederland · Noord-Ierland · Noorwegen · Oostenrijk · Polen · Portugal · Roemenië · San Marino · Schotland ·  Sovjet-Unie ·  Spanje · Tsjecho-Slowakije · Turkije · Wales ·  Zweden · Zwitserland

CAF: Madagaskar

FSGC · A-internationals · Bondscoaches · Statistieken · San Marino U21 · San Marino U19 · San Marino U18 · San Marino U17 · San Marino U16
1986 – 1989 · 1990 – 1999 · 2000 – 2009 · 2010 – 2019 · 2020 – 2029
2000 · 2001 · 2002 · 2003 · 2004 · 2005 · 2006 · 
Albanië · 
Andorra ·
Azerbeidzjan ·
België · 
Bosnië en Herzegovina · 
Bulgarije ·
Canada ·
Cyprus ·
Denemarken ·
Duitsland · 
Engeland · 
Estland · 
Faeröer · 
Finland · 
Gibraltar · 
Griekenland · 
Hongarije · 
Ierland · 
IJsland ·
Israël · 
Italië · 
Kaapverdië ·
Kazachstan ·
Kosovo ·
Kroatië · 
Letland · 
Libanon · 
Liechtenstein · 
Litouwen · 
Luxemburg ·
Malta ·
Moldavië ·
Montenegro ·
Nederland · 
Noord-Ierland · 
Noorwegen ·
Oekraïne ·
Oostenrijk · 
Polen · 
Roemenië · 
Rusland · 
Saint Kitts en Nevis ·
Saint Lucia ·
Schotland · 
Servië en Montenegro · 
Seychellen ·
Slovenië · 
Slowakije · 
Spanje · 
Syrië ·
Tsjechië · 
Turkije · 
Wales · 
Wit-Rusland · 
Zweden · 
Zwitserland
Nederland (2011)